# Gravitationens regnbåge
Gravitationens regnbåge  är en postmodernistisk roman av den amerikanske författaren Thomas Pynchon utgiven 1973.
Handlingen utspelar sig huvudsakligen i Europa under slutet av andra världskriget och kretsar kring tyskarnas utveckling av V-2-raketen. 
Romanen har hyllats för sin nyskapande och komplexa berättarstil. 1974 belönades den med National Book Award och 2005 listades den i Time som en av de hundra bästa romanerna.

## Handling och berättarstil
Romanens genomgående tema är konspirationsteorier och paranoia. Den är skriven med en mängd olika berättartrådar och stilarter med inslag av såväl vetenskapliga specialkunskaper som populärkulturella referenser och består av ett persongalleri av flera hundra personer. 
Huvudperson är Tyrone Slothrop, även kallad Rocketman, en ung amerikansk underrättelseofficer som befinner sig i London under andra världskrigets slutskede för att dokumentära V2-raketernas förödelse. Han finner sig snart vara i centrum för dunkla krafter när de markeringar han gjort över sina erotiska erövringar på en Londonkarta visar sig i förväg exakt överensstämma med V2-raketernas nedslagsplatser.
Vissa läsare och kritiker har ansett romanen vara kaotisk och formlös. Ett svårbegripligt verk där viktiga karaktärer och händelseförlopp förgrenar sig, försvinner eller bara visar sig vara påhitt. Det har emellertid påpekats att dessa svårigheter utgör aspekter av romanens mening; att Pynchons komplexa och obskyra berättarteknik är en högst medveten kritik av det förvirrande, förskräckande och överväldigande moderna teknologiska samhället.

## Struktur
Romanen är indelad i fyra delar som i sin tur består av ett antal titellösa avsnitt som är avdelade med en linje av sju kvadrater. Litteraturforskaren Steven C. Weisenburger menar att det bakom romanens skenbart kaotiska yta finns en noggrant utformad struktur där centrala händelser sammanfaller med kristna och hedniska högtidsdagar. Handlingen börjar vid adventstid och slutar den 14 september, dagen för Det heliga korsets upphöjelse. Raketen 00000 i romanen skjuts upp på påskdagen 1945. Weisenburger menar att de traditionella referenserna anspelar på ett tema om frälsning, men att de samtida, helt slumpmässiga händelserna i romanen, som att påskdagen 1945 var 1 april, antyder att allt kanske är en dåraktig red herring, och att romanen inte ger någon lösning på denna antinomi.

## Mottagande
Gravity's Rainbow utkom den 28 februari 1973 och fick ett mycket positivt mottagande. Den ansågs vara en efterlängtad Great American Novel och återkommande jämförelser gjordes med verk som Moby Dick och Odysseus.
Artur Lundkvist recenserade den amerikanska originalutgåvan och tyckte att "Pynchon växlar halsbrytande mellan högsta konstprosa och lägsta talspråksjargong. Han kan påminna om Joyce i raffinerad ordkonst". Men Lundkvist var mindre imponerad av helheten: "Svagheten hos Pynchon är tydligen en viss kritiklöshet, en brist på värderingar, ett urskiljningslöst allätande. Ingenting är för högt eller för lågt för att inte duga att stoppas in i hans alltuppslukande maskineri. Men det gör att innebörden i hans verk blir tvetydigt eller obestämt, trots den enorma uttryckskraften och berättarenergin."
När romanen utkom på svenska 1998 skrev Clemens Altgård "Tolkningsmöjligheterna är otaliga och romanens aktualitet har snarast ökat, man frestas att säga raketartat, i takt med den tekniska och massmediala utvecklingen."